# Passeport tchadien
Le passeport tchadien (en arabe : جواز سفر تشادي) est un passeport délivré aux citoyens tchadiens pour les voyages internationaux. Il est une preuve légale de la nationalité tchadienne de son titulaire.

## Types de passeports
La république du Tchad délivre trois types de passeports:
- Un passeport ordinaire;
- Un passeport diplomatique;
- Un passeport de service.

## Délivrance et validité
Le passeport tchadien est délivré par le ministère de la Sécurité publique et de l'Immigration. Il est valable cinq ans à compter de la date de sa délivrance. Une somme de 60.000 FCFA, payable à N'Djaména, est demandée pour l'établissement d'un passeport tchadien,.

## Apparence du passeport
Le passeport ordinaire tchadien est de couleur verte et comporte les armoiries du Tchad centrées sur la couverture. La mention « REPUBLIQUE DU TCHAD » (en français, en arabe et en anglais) est inscrite au-dessus des armoiries, « PASSEPORT » (en français, en arabe et en anglais) en dessous. Il comporte 32 pages.
Le passeport diplomatique tchadien est de couleur rouge et comporte la mention « PASSEPORT DIPLOMATIQUE » (en français, en arabe et en anglais). 

### Page d'identité
La page d'identité du passeport tchadien comporte les données suivantes (intitulés en français et en arabe) :
- Photographie du titulaire ;
- Type (« P » pour « personnel ») ;
- Code du pays (« TCD ») ;
- Numéro du passeport ;
- Nom du titulaire ;
- Prénoms du titulaire ;
- Lieu de naissance du titulaire ;
- Date de naissance du titulaire ;
- Sexe du titulaire ;
- Profession du titulaire ;
- Lieu d'émission du passeport ;
- Date de délivrance du passeport ;
- Date d'expiration du passeport.

### Page«signalement»
Le passeport tchadien comporte une page destinée à recueillir les éléments descriptifs permettant d'identifier son titulaire, intitulée « signalement » (intitulés en français, en arabe et en anglais) :
- Taille du titulaire ;
- Couleur des yeux du titulaire ;
- Couleur des cheveux du titulaire ;
- Signes particuliers du titulaire ;
- Signature du titulaire.

La page « signalement » comporte, en bas, le numéro du passeport et la mention « Ce passeport contient 32 pages » (en français, en arabe et en anglais).

### Page«domicile»
Au verso de la page « signalement », une page est destinée à recueillir les informations relatives au domicile du titulaire du passeport (intitulés en français, en arabe et en anglais) :
- Pays ;
- Ville ;
- Rue ;
- Boîte postale.

La page prévoit deux emplacements identiques, intitulés « nouveau domicile », en cas de changement d'adresse du titulaire.

## Exemptions de visas avec un passeport tchadien
Le titulaire d'un passeport tchadien est dispensé de visa dans les pays suivants :

### Afrique
| Pays                      | Conditions d'accès | Commentaires                          |
| ------------------------- | ------------------ | ------------------------------------- |
| Bénin                     | 90 jours           | Pas de visa                           |
| Burkina Faso              | 30 jours           | Visa délivré à l'arrivée              |
| Cameroun                  | 90 jours           | Pas de visa                           |
| Cap-Vert                  | Sans               | Visa délivré à l'arrivée              |
| République centrafricaine | 90 jours           | Pas de visa                           |
| Comores                   | 45 jours           | Visa délivré à l'arrivée              |
| République du Congo       | 90 jours           | Pas de visa                           |
| Côte d'Ivoire             | 90 jours           | Pas de visa                           |
| Djibouti                  |                    |                                       |
| Éthiopie                  | 90 jours           | Visa délivré à l'arrivée              |
| Ghana                     | 90 jours           | Visa délivré à l'arrivée              |
| Guinée-Bissau             | 90 jours           | Visa délivré à l'arrivée              |
| Kenya                     | 90 jours           |                                       |
| Lesotho                   | 14 jours           |                                       |
| Madagascar                | 90 jours           | Visa délivré à l'arrivée              |
| Mali                      | 90 jours           | Pas de visa                           |
| Mauritanie                | Sans               | Visa délivré à l'arrivée              |
| Maurice                   | 90 jours           | Pas de visa                           |
| Mozambique                | 30 jours           | Visa délivré à l'arrivée              |
| Niger                     | 90 jours           | Pas de visa                           |
| Nigeria                   | 90 jours           | Pas de visa                           |
| Rwanda                    | 90 jours           | Visa délivré gratuitement à l'arrivée |
| Sénégal                   | 90 jours           | Pas de visa                           |
| Seychelles                | 30 jours           | Enregistrement touristique            |
| Somalie                   | 30 jours           | Visa délivré à l'arrivée              |
| Togo                      | 90 jours           | Visa délivré à l'arrivée              |
| Ouganda                   | Sans               | Visa délivré à l'arrivée              |

### Amérique
| Pays                            | Conditions d'accès | Commentaires             |
| ------------------------------- | ------------------ | ------------------------ |
| Bolivie                         | 90 jours           | Visa délivré à l'arrivée |
| Cuba                            | 30 jours           | Carte touristique        |
| Dominique                       | 31 jours           | Pas de visa              |
| Équateur                        | 90 jours           | Pas de visa              |
| Haïti                           | 90 jours           | Pas de visa              |
| Nicaragua                       | 30 jours           | Visa délivré à l'arrivée |
| Saint-Vincent-et-les-Grenadines | 30 jours           | Pas de visa              |

### Asie
| Pays                        | Conditions d'accès | Commentaires             |
| --------------------------- | ------------------ | ------------------------ |
| Bangladesh                  | 30 jours           | Visa délivré à l'arrivée |
| Cambodge                    | 30 jours           | Visa délivré à l'arrivée |
| Hong Kong                   | 14 jours           | Pas de visa              |
| Indonésie                   | 30 jours           | Pas de visa              |
| Iran                        | 30 jours           | Visa délivré à l'arrivée |
| Laos                        | 30 jours           | Visa délivré à l'arrivée |
| Macao                       | 30 jours           | Visa délivré à l'arrivée |
| Malaisie                    | 30 jours           | Pas de visa              |
| Maldives                    | 30 jours           | Visa délivré à l'arrivée |
| États fédérés de Micronésie | 30 jours           | Pas de visa              |
| Népal                       | 90 jours           | Visa délivré à l'arrivée |
| Philippines                 | 30 jours           | Pas de visa              |
| Qatar                       | 30 jours           |                          |
| Singapour                   | 30 jours           | Pas de visa              |
| Sri Lanka                   | 30 jours           |                          |
| Timor oriental              | 30 jours           | Visa délivré à l'arrivée |

### Océanie
| Pays   | Conditions d'accès | Commentaires             |
| ------ | ------------------ | ------------------------ |
| Palaos | 30 jours           | Visa délivré à l'arrivée |
| Samoa  | 60 jours           | Visa délivré à l'arrivée |
| Tuvalu | 30 jours           | Visa délivré à l'arrivée |

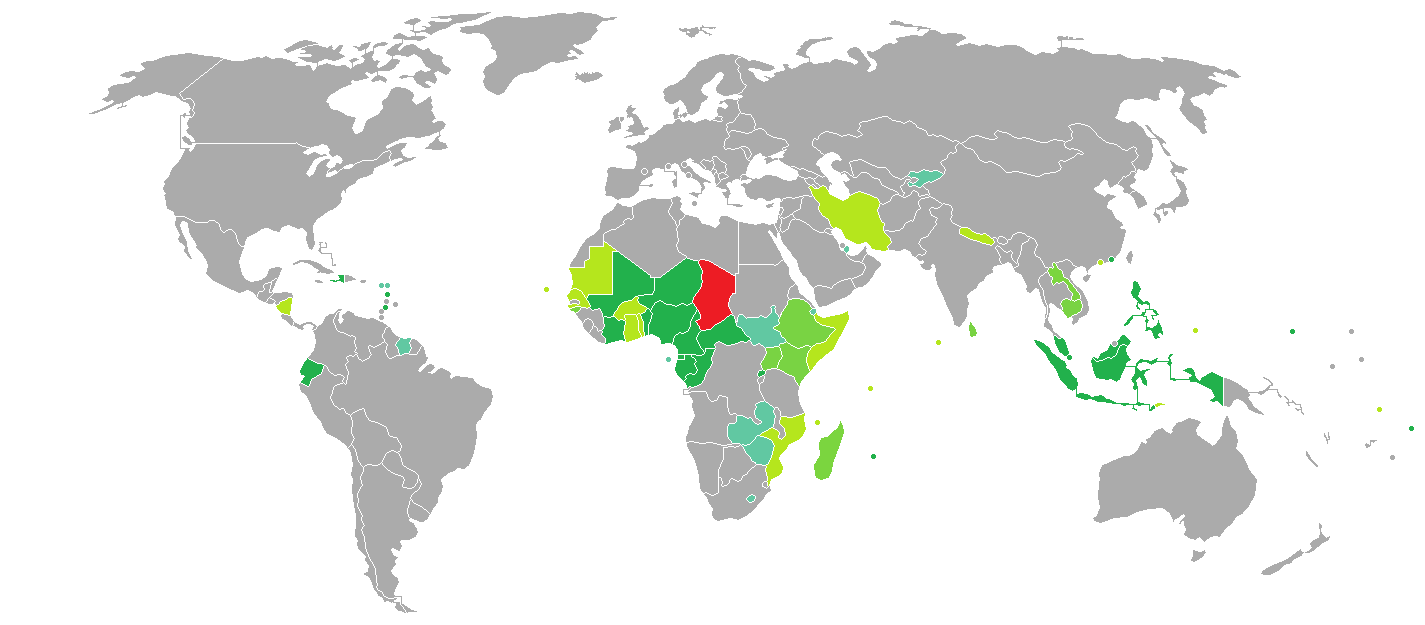
Tchad
Visa non nécessaire
Visa à l'arrivée
Système de visa électronique
Visa électronique ou à l'arrivée
Visa requis avant l'arrivée
Interdiction de voyager